# Technik elektronik

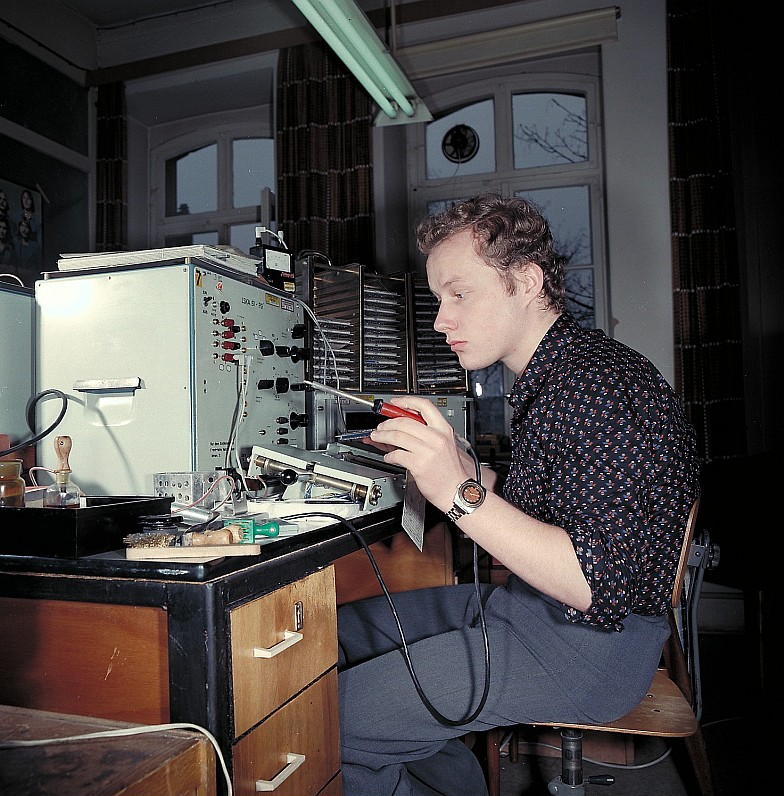
Technik elektronik wykonujący czynność lutowania, 1978

Technik elektronik – kwalifikacja zawodowa i wykształcenie średnie przyznawane w Polsce absolwentom techników i szkół policealnych.
Zawód przypisany został do branży elektroniczno-mechatronicznej jako kwalifikacja pełna na 4. poziomie Polskiej Ramy Kwalifikacji i Europejskich Ram Kwalifikacji.

## Umiejętności
Technik elektronik kształcony według podstawy programowej z dnia 18 maja 2019 r. posiada wiedzę oraz umiejętności do wykonywania czynności związanych z elektroniką, elektrotechniką oraz automatyką. Absolwent instaluje, montuje, konserwuje oraz naprawia aparaturę i urządzenia elektroniczne, organizuje i wykonuje prace w placówkach badawczo-rozwojowych, zakładach wytwórczych i naprawczych oraz w innych gałęziach przemysłu i jednostkach, gdzie są szeroko stosowane urządzenia elektroniczne.

## Potwierdzanie kwalifikacji
Egzaminy zawodowe i zadania związane z tym zawodem to:
- ELM.02 – Montaż oraz instalowanie układów i urządzeń elektronicznych[7]
  - montaż elementów i układów elektronicznych na płytkach drukowanych,
  - instalacja urządzeń elektronicznych i wykonywanie instalacji elektronicznych,
  - uruchamianie układów i instalacji elektronicznych,
  - demontowanie i przygotowywanie do recyklingu elementów, urządzeń i instalacji elektronicznych;
- ELM.05 – Eksploatacja urządzeń elektronicznych[8]
  - użytkowanie instalacji elektronicznych i urządzeń elektronicznych,
  - konserwowanie i naprawa instalacji elektronicznych oraz urządzeń elektronicznych.